# Gainsbourg Confidentiel
Albums de Serge Gainsbourg
Serge Gainsbourg N° 4 Gainsbourg Percussions
Gainsbourg Confidentiel est le cinquième album studio du musicien français Serge Gainsbourg, sorti en 1963. 
Il présente une approche minimaliste du jazz, avec seulement une contrebasse et une guitare électrique. L'album est toutefois un échec commercial, se vendant à 1 500 exemplaires à sa sortie.

## Liste des pistes
Toutes les chansons sont écrites et composées par Serge Gainsbourg, sauf indication contraire.
| No  | Titre                                                 | Durée |
| --- | ----------------------------------------------------- | ----- |
| 1.  | Chez les yé-yé                                        | 2:29  |
| 2.  | Sait-on jamais où va une femme quand elle vous quitte | 2:02  |
| 3.  | Le Talkie-walkie                                      | 2:02  |
| 4.  | La Fille au rasoir                                    | 1:43  |
| 5.  | La Saison des pluies (Serge Gainsbourg, Elek Bacsik)  | 3:27  |
| 6.  | Elaeudanla Téitéia                                    | 1:38  |
| 7.  | Scenic Railway                                        | 2:32  |
| 8.  | Le Temps des yoyos                                    | 2:35  |
| 9.  | Amour sans amour                                      | 2:02  |
| 10. | No, No, Thanks, No                                    | 2:31  |
| 11. | Maxim's                                               | 1:49  |
| 12. | Negative Blues                                        | 1:34  |

## Personnel
Crédits adaptés des notes de pochette.
- Serge Gainsbourg – voix
- Michel Gaudry – contrebasse
- Elek Bacsik – guitare électrique